# Parageneza

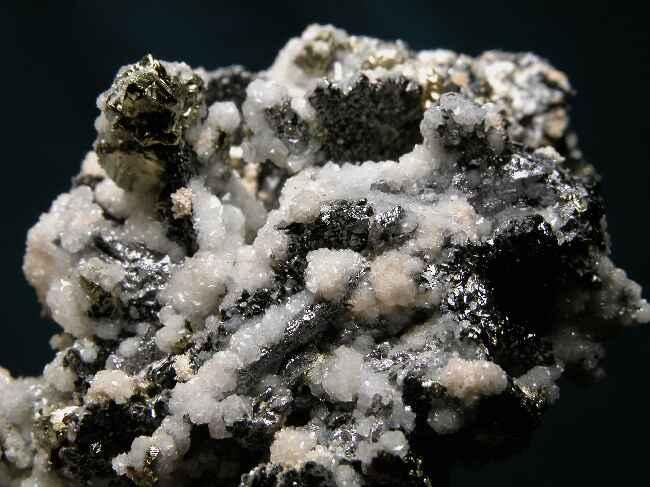
Galena i chalkopiryt

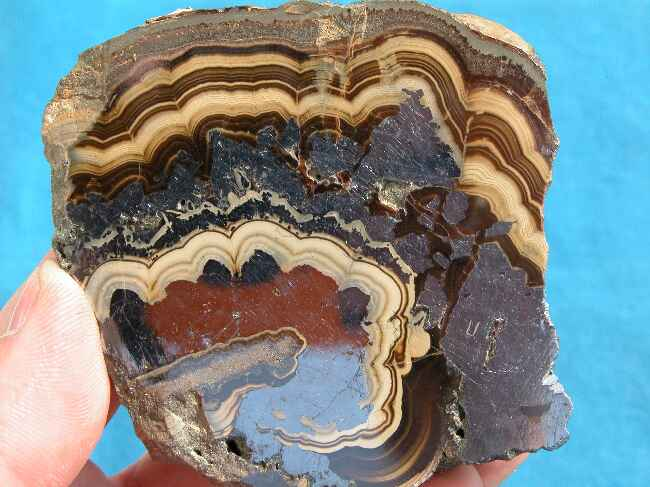
Galena i sfaleryt

Parageneza – genetyczny, wzajemny związek minerałów w jednym zespole.
Minerały występują w skorupie ziemskiej w pewnych naturalnych zespołach. Taki zespół łączy w sobie minerały, które wydzielały się ze wspólnego środowiska (równocześnie lub po sobie), wobec tego charakteryzują się wspólnym pochodzeniem.
Przykłady:
- galena występuje często ze sfalerytem, pirytem, wurcytem = wurtzytem i smithsonitem, blendą cynkową
- dickit występuje często z kaolinitem
- natrolit występuje często z innymi zeolitami
- rudy srebra z cynkiem
- malachit z azurytem
- gips z siarką i z anhydrytem
- ruda cyny (kasyteryt) z wolframitem
- rudom cynku towarzyszą minerały kadmowe
- minerałom cynowym towarzyszą minerały zawierające german, molibden, wolfram
- złoto rodzime z żyłami kwarcu

Badając współwystępowanie minerałów można ustalić kolejność ich powstawania, temperaturę i warunki, w jakich się te minerały tworzyły. Współwystępowanie minerałów ma znaczenie praktyczne dla górnictwa, pozwala bowiem przewidzieć, jakich minerałów można się na danym złożu spodziewać, ze względu na obecność innych, stale im towarzyszących. W ten sposób na podstawie paragenez mineralnych przeprowadza się poszukiwania złóż minerałów użytecznych.